# Royal Irish Rifles Graveyard
Royal Irish Rifles Graveyard is een Britse militaire begraafplaats met gesneuvelden uit de Eerste Wereldoorlog, gelegen in de Franse gemeente Laventie in het departement Pas-de-Calais. De begraafplaats lig 1,7 km ten zuidoosten van het centrum van Laventie. Ze werd ontworpen door Herbert Baker en heeft een nagenoeg rechthoekig grondplan met een oppervlakte van 2.872 m². Ze is grotendeels omgeven door een beukenhaag. De begraafplaats wordt onderhouden door de Commonwealth War Graves Commission. De Stone of Remembrance staat centraal tegen de noordelijke zijkant tussen twee bakstenen schuilhuisjes en aan de achterste zijde staat het Cross of Sacrifice. 
Er worden 806 gesneuvelden herdacht, waarvan 342 niet geïdentificeerd konden worden.

## Geschiedenis
De begraafplaats werd in november 1914 gestart en werd in het begin vooral door de 1st Royal Irish Rifles gebruikt en tot juli 1916 door andere gevechtseenheden. Ze maakte deel uit van een reeks begraafplaatsen die zich parallel achter de Britse frontlijn bevond. Na de oorlog werd de begraafplaats uitgebreid met graven die werden verzameld uit de slagvelden ten oosten van Estaires en Béthune en uit kleinere ontruimde begraafplaatsen. Er werden graven overgebracht uit Laventie South German Cemetery, Rue-du-Bacquerot (Wangerie Post) New Military Cemetery en Winchester Road Cemetery in Laventie en Sailly-sur-la-Lys German Cemetery in Sailly-sur-la-Lys.
Er liggen 800 Britten, 2 Canadezen, 2 Indiërs en 2 Duitsers begraven. Voor 3 Britten werden Special Memorials opgericht omdat hun graven niet meer gelokaliseerd konden worden. Twee andere Britten die als krijgsgevangenen stierven worden eveneens met een Special Memorial herdacht omdat zij oorspronkelijk begraven waren in Laventie South German Cemetery maar waar hun graven verloren zijn gegaan.

## Graven

### Onderscheiden militairen
- Nelson Victor Carter, compagnie sergeant-majoor bij het 12th Bn. Royal Sussex Regiment, verkreeg het Victoria Cross (VC) voor zijn moedig optreden tijdens een aanval onder hevig vijandelijk vuur. Hierbij drong hij met een aantal manschappen door tot in de tweede Duitse linie en schakelde verschillende aanvallers uit. Daarna veroverde hij nog een vijandelijk machinegeweer. Bij het in veiligheid brengen van enkele gewonden werd hij dodelijk geraakt. Hij stierf op 30 juni 1916 en was 29 jaar.
- John Beaumont Corry, majoor bij de Royal Engineers en Claude Alexander Lafone, kapitein bij het Devonshire Regiment werden onderscheiden met de Distinguished Service Order (DSO).
- A.J. Mills, sergeant bij de Grenadier Guards werd onderscheiden met de Distinguished Conduct Medal (DCM).

### Minderjarigen
- de soldaten William Douglas Mackenzie en A.D. Buckberry waren slechts 17 jaar toen ze sneuvelden.

### Alias
- Lawrence Anderson diende onder het alias C. Lowe bij de Royal Engineers.

### Gefusilleerde militair
- Oliver Hodgetts, soldaat bij het 1st Bn. Worcestershire Regiment, werd wegens lafheid gefusilleerd op 4 juni 1915. Hij was 20 jaar.[3]